# 市谷台町
市谷台町（日语：／ Ichigayadai-machi */?）是東京都新宿區的町名。住居表示已實施地區，未設定「丁目」。本地人口有1,222人（2013年8月1日）。郵遞區號162-0066。

## 地理
大約在新宿區的中央。西北鄰新宿區余丁町，北起至東、南接同區住吉町，西連富久町。余丁町通通過町內。道路周邊多見大樓，其他為住宅區。

## 歷史

### 沿革
- 1872年7月 - 市谷三軒屋敷、市谷鍋釣町、市谷谷町整合成新的市谷谷町。
- 1922年4月 - 市谷台町脫離市谷谷町成立。
- 2002年4月 - 實施住居表示。

### 地名由來
此地為小台地而得名。

## 交通
町內沒有車站，可利用都營新宿線曙橋站。

## 備註
1. ↑  『角川日本地名大辞典 13　東京都』、角川書店、1991年再版、P871
2. ↑  .   [2013-08-09]. （原始内容存档于2014-08-19）.

## 外部連結
- 新宿區役所 （页面存档备份，存于）